# 大越孝太郎
大越 孝太郎（おおこし こうたろう、1967年4月24日 - ）は、日本の漫画家。神奈川県横浜市出身。
『ガロ』（青林堂）1986年12月号掲載の「アカグミノカチ」でデビュー。いわゆる「ガロ系作家」の中でも非常に奇麗な描線、そしてエンターテインメントを意識した作風が特徴である。全ての作品におけるテーマは「猟奇」。
「大越孝太郎」は本名である。本人へのインタビューによれば、『ガロ』編集部では投稿作品を掲載するにあたって事前連絡をせずに掲載された雑誌を突然送ってきたらしく、不可抗力的にペンネームを考え出す隙を与えられなかったとのことである。

## 特徴
大越孝太郎の作品は内容、そして画風などにおいて最も影響を受けていたのは花輪和一や丸尾末広であると指摘されている。とくに内容面では花輪と丸尾以外に、本人が好きな作家と公言する横溝正史や、江戸川乱歩、そして夢野久作などが得意とする怪奇、淫靡、そして猟奇などといった要素を表現している。本人が最も影響を受けたという漫画家は西江ひろあきであり、また当初は大友克洋の模倣からスタートしたという。
主に一話完結の読み切り作品やオムニバス形式の作品を多く制作しているが、長編やシリーズ物も手がけており、主な長編としては『天国に結ぶ戀』がある。
単行本『天国に結ぶ戀』（2001年版）および『不思議庭園の魔物』の装幀は、実弟･大越雅彦が担当している。

## 漫画家になったきっかけ
高校で美術を担当していた教師が作品を見て、後にデビューの場となるガロへの投稿を勧めたのがそもそもの始まりである。勧められた通りに作品を投稿したものの初回は落選し、再度投稿した作品「アカグミノカチ」が採用され、『ガロ』誌上に掲載された。
漫画以外の活動としては、子供の頃はモデラー（プラモデルの原型師）になりたかったそうで、実際にかなりの腕前を持っている。その実力のほどは単行本『月喰ウ蟲』（青林堂版）や交流の深いHR/HMバンド人間椅子のアルバム『踊る一寸法師』のジャケットなどで見ることが出来る。
一方、人間椅子のギタリストである和嶋慎治は、単行本『月喰ウ蟲』では解説、単行本『猟奇刑事マルサイ』では帯文句を寄せている。変わったところでは『天国に結ぶ戀』の劇中で使用されている津軽弁の監修も務めている。また「猟奇刑事マルサイ」シリーズの「人間按摩椅子」には、和嶋そっくりの「人間椅子に憧れる男」が登場している。
他にも、ドレミ團のアルバム『激情抄録』のジャケットを手がけている。

## 交流
前述したとおり人間椅子との交流は深く、人間椅子のアルバム『黄金の夜明け』『怪人二十面相』ではジャケット画を、前述のアルバム『踊る一寸法師』では江戸川乱歩の小説『踊る一寸法師』をモチーフ（としたと考えられる）造形を手がけた。

## 作品

### 単行本
- 『月喰ウ蟲』（青林堂1995年2月 ISBN 4792602556）（改訂版は青林工藝舎 1999年4月 ISBN 4883790215）
  - オリジナル版と改訂版では収録作品などに若干相違がある。その他の主な相違点としては、双方のカバーや解説トビラのイラストが別の物になっている事、オリジナル版では表題作「月喰ウ蟲（1991年版）」のみ、マゼンタカラーを加えた多色刷りになっている点が挙げられる。
    - 青林堂版（オリジナル版）のみ収録 ： 江戸川乱歩「妖虫」、当摩世四郎の模型講座
    - 改訂版（青林工藝舍版）のみ収録 ： メトロポリス、モチーフ
- 『フィギッシュ』（青林工藝舎 2000年1月 ISBN 4883790398）
- 『天国に結ぶ戀』（青林堂 2001年11月 ISBN 4792603609）
- 『不思議庭園の魔物』（河出書房新社 2002年8月 ISBN 4309728243）
- 『猟奇刑事マルサイ』（コアマガジン 2007年3月 ISBN 4862521525）
  - 「猟奇刑事マルサイ」シリーズは、『変玉』（ワニマガジン）で初掲載、その後は『秘宝KAN』（ワニマガジン）、後に『ニャン2倶楽部Z』（コアマガジン）と掲載誌を移している。
  - 『変玉』掲載分（第1話 - 第2話）は単行本『フィギッシュ』に、『秘宝KAN』掲載分（第3話）は単行本『不思議庭園の魔物』に、それぞれ収録。『ニャン2倶楽部Z』掲載分（全9話）が単行本『猟奇刑事マルサイ』収録されている。
- 『天国に結ぶ戀 一 新装版』（青林工藝舎 2025年05月 ISBN 4883795233）
  - 2001年に発売された単行本の加筆修正版[4]。

### 未完の作品
大越の作品には未完の作品が幾つかある。中断の主たる原因は掲載誌の休刊、廃刊など不遇なもので、本人もやはり作品を完結させたいと思っている様であるが、その願いは叶えられていない。
星にねがいを
『ガロ』1992年6月号にて第2話発表後、休載。その後6年のブランクを経て『アックス』（青林工藝舎）第2号より連載を再開するも第6話を発表し再度休載。ストーリー自体は完成されているとの事。
幻想都市
1998年に『ガロ』にて第5話まで発表したが、その後休止。もっともこれは掲載誌の『ガロ』がこの時に一時休刊した事が大きい。
天国に結ぶ戀
『ガロ』2002年7月号にて第2部・第1話を発表したものの『ガロ』が同年休刊した事により中断を余儀なくされる。2003年、「九龍」誌上で再開の目処が立つも同誌5号で急遽取り止めになった事がアナウンスされた。
誘蛾灯街の標本
2004年9月創刊の『サイドフリーク』（三才ブックス）に掲載されるが、発売予定だった同誌第2号が発売されず休刊という事態に陥ったため、未完のままかと思われていた。『ヤングチャンピオン烈』（秋田書店）にて2008年4月から連載再開することが本人のブログで明かされ、同誌2008年Volume.12およびVolume.13に作品が掲載されている。
ゾーラ（ZHORA）
2012年10月発売の『ネメシス』（講談社）No.10から2015年10月発売のNo.24まで連載された西部劇。不定期掲載であり、No.25以降は掲載されることなく『ネメシス』自体がNo.41で休刊した。

### 単行本未収録
- 1986年 「アカグミノカチ」（『ガロ』掲載）
- 1987年 「第三資源」「Mr.MOONLIGHT 浪人生に送るイメージ」「白雪姫物語」「惑星X」（すべて『ガロ』掲載）
- 1988年 「帝共乃黙示録」「S市63街区」「ウタヘ現実ノ唄ヲ・前後編」「櫻田家の嫁」「WARNING」（すべて『ガロ』掲載）
- 1989年 「渓 第一部」「渓 第二部 死んだ犯人」「渓 第三部 少女」「WARNING2 90's DOGMA」「WARNING3 SORRY」（すべて『ガロ』掲載）
- 1990年 「ベルナデッド」（『ガロ』掲載）「パンクロッカー」（『マンガ宝島』掲載）
- 1992年 「星にねがいを」「星にねがいをII」（ともに『ガロ』掲載）「ひとにやさしく」（『グランドチャンピオン』掲載）※注
- 1994年  トオジョオミホの同人誌『十三夜』に寄稿
- 1998年 「幻想都市 第1 - 5話」（『ガロ』掲載）「星にねがいを 第3 - 5話」（『アックス』掲載）
- 1999年 「星にねがいを 第6話」（『アックス』掲載）
- 2002年 「天国に結ぶ戀 第二部第1話」「ベルナデッド（1990年の作品に加筆訂正）」（ともに『ガロ』掲載）「君の心、香ること」（『九龍』掲載）
- 2003年 「（D）と國民体操」（『九龍』掲載）
- 2004年 「誘蛾灯街の標本 第1話 異形の快楽」（『サイドフリーク』掲載）
- 2008年 「誘蛾灯街の標本」（『ヤングチャンピオン烈』掲載）

※注：連作「ひとにやさしく」は、1992 - 1993年に発表された作品のうち6編が、単行本『フィギッシュ』に収録されている。